# Bidougou
Bidougou est une localité du département de Pabré, dans la province de Kadiogo (région Centre) au Burkina Faso. En 2006, cette localité comptait 707 habitants dont 53,3 % de femmes.